# Arsienij Worożejkin
Arsienij Wasiljewicz Worożejkin (ros. Арсений Васильевич Ворожейкин, ur. 15 października?/28 października 1912 we wsi Prokofjewo w obwodzie niżnonowogrodzkim, zm. 23 maja 2001 w Moskwie) – radziecki generał major lotnictwa, dwukrotny Bohater Związku Radzieckiego (1944).

## Życiorys
Urodził się w rodzinie chłopskiej. Skończył szkołę miejską, w latach 1931–1933 odbywał służbę wojskową w Gorkim, od 1932 należał do WKP(b), 1933–1934 uczył się w Wyższej Komunistycznej Szkole Rolniczej w Gorkim. Od 1934 ponownie służył w Armii Czerwonej, w 1937 ukończył wojskową szkołę lotników w Charkowie i został młodszym lotnikiem 53 lotniczego pułku bombowego w Iwanowie, w styczniu 1939 skończył kursy lotników-komisarzy i został komisarzem politycznym eskadry 22 lotniczego pułku myśliwskiego. Brał udział w bitwie nad Chałchin-Goł w 1939, wykonał wtedy 30 lotów bojowych, podczas których strącił 6 japońskich samolotów, był ranny. Uczestniczył w wojnie z Finlandią, w lutym 1940 został komisarzem 38 lotniczego pułku myśliwskiego Sił Wojskowo-Powietrznych Nadbałtyckiego Okręgu Wojskowego, od marca 1940 do marca 1941 był zastępcą dowódcy ds. politycznych, następnie dowódcą eskadry w 342 lotniczym pułku myśliwskim Zakaukaskiego Okręgu Wojskowego. W 1942 skończył przyśpieszony kurs w Akademii Wojskowo-Powietrznej, od sierpnia 1942 walczył w wojnie z Niemcami jako zastępca dowódcy i później dowódca eskadry 728 lotniczego pułku myśliwskiego, brał udział w walkach na Froncie Kalinińskim, Woroneskim i 1 Ukraińskim. Do stycznia 1944 wykonał 78 lotów bojowych, a w 32 walkach powietrznych strącił 19 samolotów wroga. W lipcu 1944 został zastępcą dowódcy 32 lotniczego pułku myśliwskiego 256 Dywizji Lotniczej 5 Korpusu Myśliwskiego, a w październiku 1944 starszym instruktorem-lotnikiem Zarządu Przygotowania Bojowego Lotnictwa Frontowego Sił Wojskowo-Powietrznych Armii Czerwonej, mimo to do końca wojny z Niemcami wykonywał zadania bojowe. Łącznie podczas wojny wykonał ok. 400 lotów bojowych, strącił osobiście 46 samolotów wroga, a 14 w grupie. Był trzykrotnie ranny. W październiku 1945 objął dowództwo 9 lotniczego pułku myśliwskiego gwardii, od grudnia 1947 do listopada 1950 był starszym inspektorem Zarządu Przygotowania Bojowego Lotnictwa Myśliwskiego Sił Wojskowo-Powietrznych Armii Radzieckiej, w 1952 ukończył Wyższą Akademię Wojskową im. Woroszyłowa, w marcu 1953 został dowódcą 108 Myśliwskiej Dywizji Lotniczej 76 Armii Leningradzkiego Okręgu Wojskowego, a później Sił Wojskowo-Powietrznych Floty Czarnomorskiej. 31 maja 1954 otrzymał stopień generała majora lotnictwa, od marca 1956 do stycznia 1957 był I zastępcą dowódcy obrony przeciwlotniczej Floty Czarnomorskiej, następnie z powodu stanu zdrowia zakończył służbę wojskową. Później zajął się działalnością literacką. Jego imieniem nazwano ulice w Gorodcu i Niżnym Nowogrodzie.

## Odznaczenia
- Złota Gwiazda Bohatera Związku Radzieckiego (dwukrotnie - 4 lutego 1944[1] i 19 sierpnia 1944)
- Order Lenina (4 lutego 1944)
- Order Czerwonego Sztandaru (czterokrotnie - 29 sierpnia 1939, 11 sierpnia 1943, 16 maja 1947 i 20 kwietnia 1953)
- Order Suworowa III klasy (21 sierpnia 1944)
- Order Aleksandra Newskiego (31 grudnia 1943)
- Order Wojny Ojczyźnianej I klasy (11 marca 1985)
- Order Czerwonej Gwiazdy (dwukrotnie - 1947 i 1955)
- Zaszczytny Krzyż Lotniczy (USA, 1945)

I medale.